# Карл Пфефер-Вилденбрух
Карл Пфефер-Вилденбрух (на немски: Karl Pfeffer-Wildenbruch) е германски офицер и генерален инспектор на полицейските училища в Нацистка Германия, СС обергрупенфюрер, генерал на Вафен-СС и на полицията.

## Награди
- Рицарски кръст – 11 януари 1945 г.
- Рицарски кръст с дъбови листа № 723 – 1 февруари 1945 г.